# Legen Beltza
Legen Beltza ist eine spanische Thrash-Metal-Band aus Azpeitia, die im Jahr 1998 gegründet wurde.

## Geschichte
Zunächst coverten Mitglieder der späteren Band Ende der 1980er Jahre Lieder ihrer Idole und veröffentlichten 1998 das Demo Tartalo mit eigenen Liedern. Legen Beltza wurde schließlich im Jahr 1998 gegründet und veröffentlichte kurz darauf ein erstes Demo unter dem Namen Ziztu Bizian. Hierauf bestand die Band aus dem Bassisten und Sänger Xanti Rodríguez und den Gitarristen Ekaitz Garmendia und Joseba Azkue. Einige Schlagzeugspuren wurden von Edorta Azkune Galparsoro, andere von Antonio eingespielt. Mit ersterem folgten Auftritte in ganz Spanien. Nachdem die Band ein Jahr lang lokale Auftritte abgehalten hatte, erreichte sie durch ein weiteres Demo einen Plattenvertrag bei dem Label IZ Rock. Ein weiterer Grund für den Vertragsabschluss war auch, dass die Gruppe zuvor den lokalen Band-Wettbewerb Gazte Lehio gewonnen hatte. Hierüber erschien im Jahr 2001 das Debütalbum Istorio Triste Bat. Um das Album zu bewerben, folgten weitere Auftritte. Zudem nahm die Band weitere Demos auf, erstmals jedoch auf Englisch. Diese wurden an verschiedene Labels gesandt. Daraufhin wurde Jeff Waters auf die Gruppe aufmerksam, wodurch sie einen Vertrag bei dem Label Crash Music Inc. erreichte, worüber im Jahr 2003 das Album Insanity erschien, das von Waters abgemischt worden war. Dadurch folgten Auftritte als Vorgruppe für Napalm Death und Exodus. Um das Album zu bewerben, wurde zudem eine Tour abgehalten, auf der die Band auf verschiedenen Festivals wie dem Festas Festimad und dem Lorca Rock auftrat und dort zusammen mit Bands wie Iron Maiden, Slayer und Dream Theater spielte. Im Jahr 2005 erschien in Spanien die Kompilation Total Insanity, die neben dem Insanity-Album eine Live-Version dieses Albums sowie das Debütalbum enthält. Mit dem Label enttäuscht machte sich Legen Beltza erneut auf die Suche nach einem neuen, das mit dem belgischen Label Mausoleum Records gefunden wurde. Hierüber erschien das dritte Album Dimension of Pain. Der Tonträger war in den Lorentzo Records Studios in Berriz Ende 2005 aufgenommen worden. Als Gastsänger sind auf dem Album Norman Skinner von Imagika, Johan Liiva von Arch Enemy und Hearse, Freddy Persson von Nostradameus, Martin Akesson von Impious, Jürgen Volk von Glenmore und Rawhead Rexx, Johan Lindstrand von The Crown, Pat Savelkoul von Callenish Circle und John Dones von Cardinal Sin als Gastmusiker zu hören. Nach den Aufnahmen hatte der Schlagzeuger Edorta Azkune Galparsoro die Band verlassen und wurde durch Iban Hernández ersetzt. Der Veröffentlichung folgte vor dem Sommer des Jahres eine Tour mit 25 Auftritten. Dabei spielte die Band auf dem Thrash Attack in Madrid und dem Thrashcelona in Barcelona und spielte als Vorgruppe für Destruction in Durango. Nach einer Pause folgte der zweite Teil der Tour. Legen Beltza spielte unter anderem auf dem Thrash Attack in Sevilla und als Vorband für die schwedische Band Nightrage. 2010 erschien das Album Need to Suffer in Eigenveröffentlichung und wurde 2011 über Punishment 18 Records wiederveröffentlicht. Der Tonträger wurde im Stage One Studio von Andy Classen abgemischt und gemastert.

## Stil
Laut Bandbiografie auf punishment18records.com sind die Texte auf dem ersten Album noch auf Baskisch, ehe man danach diese auf Englisch geschrieben habe. laut.de bezeichnet Legen Beltza als Power- und Thrash-Metal-Band. Im späteren Verlauf seien noch Death-Metal-Einflüsse hinzugekommen. Laut Sebastian Paulus vom Metal Hammer kombinierte die Band auf Need to Suffer Slayer-Riffs mit Gesang, der an Kreator erinnere, und Megadeth-Melodien. Laut Walter Scheurer von metal.de in seiner Rezension zum Album zählt die Band zu den wichtigsten Vertretern der Metal-Szene des Baskenlands. In ihrer Karriere sei die Gruppe melodischer geworden. Die Gruppe spiele teils aggressiven Thrash Metal, der mit dem von Megadeth oder der späteren Anthrax vergleichbar sei.

## Diskografie
- 1999: Ziztu Bizian (Demo, Eigenveröffentlichung)
- 2001: Istorio Triste Bat (Album, IZ Rock)
- 2003: Insanity (Album, Crash Music Inc.)
- 2005: Total Insanity (Kompilation, El Diablo Inc. Production)
- 2006: Dimension of Pain (Album, Mausoleum Records)
- 2008: Fucking Dawn of the Dead (Single, Mausoleum Records)
- 2010: Need to Suffer (Album, Eigenveröffentlichung)